# Честь вершника (фільм, 1932)
«Честь вершника» (англ. Honor of the Mounted) - докодексовий вестерн 1932 року режисера Гаррі Л. Фрейзера. В головних ролях - Том Тайлер, Стенлі Блайстон та Френсіс Макдональд . 
Фільм був перевипущений у 1937 році компанією Astor Pictures.

## В ролях
- Том Тайлер - констебль Том Геллідей
- Стенлі Блайстон  - Скотт Блейклі
- Френсіс Макдональд - Жан Ле Трейн
- Гордон Де Майн - капрал Маккарті
- Артур Міллетт - інспектор Тодд
- Вільям Дайєр - маршала США Гаттон
- Селія Райланд - Айрін Гаттон
- Теодор Лорх - підручний
- Чарльз Кінг - мисливець Чарлі